# Neptis vibusa
Neptis vibusa är en fjärilsart som beskrevs av Semper 1889. Neptis vibusa ingår i släktet Neptis och familjen praktfjärilar. Inga underarter finns listade i Catalogue of Life.